# Théophile Beeckman
Théophile Beeckman (Meerbeke, Ninove, 1 de novembre de 1896 - 22 de novembre de 1955) va ser un ciclista belga que va córrer durant els anys 20 del segle xx. Va obtenir quatre victòries, entre elles dues etapes al Tour de França.
De la seva victòria a l'etape Perpinyà-Nimes el 1925 hi ha una anècdota. En veure una bandera vermella, pensava que era la que se solia pujar al darrere quilòmetre i va començar l'esprint. Malauradament, mancaven sis quilomètres. Havia confós amb una bandera de senyalització d'obres viàries.

## Palmarès
- 1921
  - 9è a la París-Brussel·les
- 1922
  - 1r a l'Heure le Romain-Malmédy-Heure le Romain
  - 2n a la París-Saint Étienne
  - 3r a la Volta a Bèlgica
- 1923
  - Vencedor d'una etapa al Critèrium dels Aiglons
  - 4t a la París-Roubaix
  - 5è al Tour de Flandes
- 1924
  - Vencedor d'una etapa al Tour de França
- 1925
  - Vencedor d'una etapa al Tour de França
- 1926
  - 8è a la París-Brussel·les
  - 10è a la Volta a Euskadi

## Resultats al Tour de França
- 1920. Abandona (a etapa)
- 1922. 18è de la classificació general
- 1923. 14è de la classificació general
- 1924. 5è de la classificació general. Vencedor d'una etapa
- 1925. 6è de la classificació general. Vencedor d'una etapa[2]
- 1926. 4t de la classificació general